# MSV Eintracht Frankfurt
Der Märkische SV Eintracht Frankfurt war ein deutscher Fußballverein aus Frankfurt (Oder). Heimstätte des 200 Mitglieder starken Vereins war die Sportanlage Mittelweg, welche 1.000 Zuschauern Platz bietet. Der MSV stand in der Tradition der BSG Einheit Frankfurt.

## Geschichte

Historisches Vereinswappen des MSV Hanse Frankfurt

Eintracht Frankfurt wurde 1950 unter der Bezeichnung „BSG Einheit Frankfurt“ gegründet. Unterstützt wurden die Brandenburger von der Stadtverwaltung Frankfurt, die als Trägerbetrieb auftrat. Die BSG wurde damit wie alle DDR-Vereine der Verwaltung unter der Bezeichnung „Einheit“ geführt.
Auf sportlicher Ebene stieg die Fußballmannschaft der BSG 1953 in die im Jahr zuvor gegründete Bezirksliga Frankfurt auf. Frankfurt spielte bis 1960 größtenteils in vorderen Tabellenregionen mit, scheiterte jedoch am möglichen Aufstieg in die II. DDR-Liga mehrfach an Lok Frankfurt. 1954 und 1961 errang Einheit mit dem Gewinn des Frankfurter Bezirkspokals seine einzigen beiden Titel. In den damit verbundenen Qualifikationen zur 1. Hauptrunde des DDR-Fußballpokals setzte sich Einheit Frankfurt gegen Chemie Großräschen deutlich mit 6:1 durch, ging aber bereits in der 2. Runde beim DDR-Oberligisten BSG Aktivist Brieske-Ost mit 0:15 unter. 1961 unterlag Frankfurt der BSG Tiefbau Berlin mit 1:5.
Die Spielzeit 1961/62 sollte die letzte höherklassige Saison der Fußballmannschaft sein. Mit der Gründung des SC Frankfurt nahm nach Verhandlungen mit der Sportvereinigung Dynamo der SCF den Platz der gerade aufgestiegenen SG Dynamo Frankfurt in der DDR-Liga ein. Dynamo wurde wiederum in die Bezirksliga zurückgestuft und besetzte daraufhin den Bezirksligaplatz von Einheit Frankfurt, dessen Fußballmannschaft danach nur noch im Kreisklassenbereich aktiv war.
Gründung des MSV Hanse Frankfurt
1990 wurde die BSG in den SV Einheit Frankfurt umgebildet. Aus dem auch weiterhin im Fußball stets unterklassig spielenden Verein löste sich im Jahr 1994 die Fußballabteilung heraus und gründete am 8. Juni des Jahres den MSV Hanse Frankfurt. Dessen Fußballspieler bewegen sich sportlich auf Landesklassenniveau.
Fusion mit Frankfurter FC Viktoria
2009 fusionierte Hanse Frankfurt mit dem auf den „Frankfurter FC Eintracht 1911“ zurückgehenden SV Eintracht Frankfurt kurzzeitig zum MSV Eintracht Frankfurt, im Juli 2012 vollzog der Club mit dem Frankfurter FC Viktoria eine Fusion zum 1. FC Frankfurt (Oder) E. V.
| Namensentwicklung | Namensentwicklung              |
| Datum             | Name                           |
| ----------------- | ------------------------------ |
| ?                 | BSG Frankfurt (Oder) Süd       |
| 1949              | BSG Industrie Frankfurt (Oder) |
| 1950              | BSG Einheit Frankfurt (Oder)   |
| 1990              | SV Einheit Frankfurt (Oder)    |
| 8. Juni 1994      | MSV Hanse Frankfurt (Oder)     |

## Statistik
- Teilnahme FDGB-Pokal 1954/55, 1961/62

## Personen
- Erich Hamann, DDR-Oberligaspieler bei Vorwärts Berlin/Frankfurt und dreifacher DDR-Nationalspieler, spielte als Jugendlicher bei Einheit und wurde 1996 Cheftrainer des MSV.